# Święty Jerzy walczący ze smokiem (obraz Melchiorre Gherardiniego)
Święty Jerzy walczący ze smokiem – obraz włoskiego malarza Melchiorre Gherardiniego z lat 40. XVII w., znajdujący się w zbiorach Zamku Królewskiego w Warszawie.
Obraz namalowany na desce orzechowej przedstawia św. Jerzego, jednego z Czternastu Świętych Wspomożycieli. Święty, siedząc na białym wierzchowcu, tratuje smoka, który w ikonografii chrześcijańskiej symbolizuje diabła. Święty Jerzy ma na sobie zbroję rycerską i hełm. W prawej dłoni trzyma szpadę, w lewej tarczę. Dzieło powstało najwcześniej w 2. połowie lat 30. XVII w., o czym świadczy jego podobieństwo w stylistyce do dzieł Giovanniego Battisty Crespiego z ok. 1630. Gherardini był uczniem Crespiego.